# Flauto basso
Il flauto basso è il basso della famiglia dei flauti. Legge in chiave di do, un'ottava sotto il flauto traverso.
Data la lunghezza del tubo (circa 146 cm), ha solitamente forma a "J". Generalmente è usato solo in formazioni di flauti, visto che in un'orchestra sinfonica la sua voce rischia di essere coperta da quella di strumenti più sonori.

## Altri usi del termine

Flauto basso

Prima della metà del XX secolo, con il termine "flauto basso" talvolta, specie in Gran Bretagna, si indicava il flauto contralto (un esempio è il flauto basso in sol nei Pianeti di Holst).

## Estensione e costruzione
L'estensione dello strumento va dal Do2, un'ottava sotto il Do centrale, al Do5, due tagli addizionali sopra il rigo in chiave di violino. La parte del flauto basso è scritta un'ottava sopra il suono reale, come la tipica estensione del flauto traverso (Do3-Do6). Le note scritte sopra il La4 non sono impiegate spesso, sono difficili da suonare e hanno un'intonazione imprecisa, in quanto i costruttori non restringono la cameratura nella curva, causando problemi di intonazione nelle note dal Re4 in su, che risultano crescenti. L'esecutore può suonarle intonate agendo sull'emissione o usando diteggiature alternative.
I flauti bassi hanno un trombino in Do, e non in Si come altri flauti. Il tubo più corto rende più rapida la risposta dello strumento e più brillante il suono, rendendolo più vivo. Rende anche lo strumento più leggero.
I flauti bassi sono spesso fabbricati con il corpo in argento laccato e la testata estraibile. Molti bassi hanno le chiavi dei trilli che permettono di stabilizzare alcune note del registro centrale altrimenti instabili, così come di eseguire trilli non producibili in altro modo. I bassi Kotato hanno risolto il problema del peso progettando un'asta di grafite con viti nel lato inferiore dello strumento, che poggia sulla sedia fra le gambe dello strumentista. Altri costruttori hanno aggiunto un supporto per il pollice della mano sinistra che può aiutare nel controllo fisico dello strumento.

## Repertorio
Molti compositori hanno già scritto per il flauto basso, come Sonny Burnett (Stone Suite), Bill Douglas (Karuna), Lorenzo Ferrero (Ellipse 1983 e Shadow Lines 1995), Katherine Hoover (Two for Two), Luca Lombardi  (Schattenspiel 1983, Lucrezio 1998 per soprano, flauti e orchestra, Flatus 1999), Catherine McMichael (Baikal Journey), Ennio Morricone (Secrets of the Sahara), Mike Mower (Obstinato e Scareso), e Adriano Guarnieri (Ostinato n. 2 per flauto basso e videoclip 2005, …del mare infinito per flauto basso 2004). Ethers di Tristan Murail è scritto per flauto basso solista e piccolo ensemble, e il Paper Concerto for Paper Instruments and Orchestra di Tan Dun ha un'importante parte per questo strumento, Giuseppe Fortunato (Simian Line e Fifth Floor 2022).